# Longuenesse
Longuenesse – miejscowość i gmina we Francji, w regionie Hauts-de-France, w departamencie Pas-de-Calais.
Według danych na rok 1990 gminę zamieszkiwały 12 604 osoby, a gęstość zaludnienia wynosiła 1500 osób/km² (wśród 1549 gmin regionu Nord-Pas-de-Calais Longuenesse plasuje się na 54. miejscu pod względem liczby ludności, natomiast pod względem powierzchni na miejscu 424).

## Współpraca
Miejscowość partnerska:
- Namur, Belgia